# アーベル・ヤコビ写像
数学では、アーベル・ヤコビ写像(アーベル・ヤコビしゃぞう、Abel–Jacobi map)は、代数曲線とそのヤコビ多様体とを関連付ける代数幾何学で構成する写像である。リーマン幾何学では、多様体をヤコビトーラスへ写像するという、より一般的な構成の写像である。写像の名称は、2つの有効因子が線型同値(linearly equivalent)であることと、アーベル・ヤコビ写像の下では 2つの因子が同一視できることと同値であるという定理が、アーベル・ヤコビの定理である。この定理の名称は、発見者であるアーベルとヤコビに因んでいる。

## 写像の構成
複素代数幾何学では、曲線 C のヤコビ多様体は、経路積分を使い構成される。つまり、C が種数 g の曲線を持っていて、位相的には、
{\displaystyle H_{1}(C,\mathbb {Z} )\cong \mathbb {Z} ^{2g}}
とすると、幾何学的には、このホモロジー群は C のサイクル（のホモロジークラス）、言い換えると閉じたループから構成されるとすると、ホモロジー群を生成する 2g 個のループ {\displaystyle \gamma _{1},\dots ,\gamma _{2g}} を選ぶことができる。他方、C の種数が g であるという別の代数幾何学的な方法は、
{\displaystyle H^{0}(C,K)\cong \mathbb {C} ^{g},}
であり、ここに K は C の標準バンドルである。定義により、これは大域的に定義された C 上の正則微分形式の空間であるので、線型独立な g は {\displaystyle \omega _{1},\dots ,\omega _{g}} を形成する。形式と閉形式が与えられると、積分することができ、2g 個のベクトルを
{\displaystyle \Omega _{j}=\left(\int _{\gamma _{j}}\omega _{1},\dots ,\int _{\gamma _{j}}\omega _{g}\right)\in \mathbb {C} ^{g}}
とすることができる。これはリーマンの双線型関係式に従う。リーマンの双線型関係式は、{\displaystyle \Omega _{j}} は非退化格子 (lattice) {\displaystyle \Lambda } （つまり、格子は、{\displaystyle \mathbb {C} ^{g}\cong \mathbb {R} ^{2g}} の実基底）であり、ヤコビ多様体は、
{\displaystyle J(C)=\mathbb {C} ^{g}/\Lambda }
で定義される。
従って、アーベル・ヤコビ写像(Abel–Jacobi map)は次のように定義される。基点を {\displaystyle p_{0}\in C} と取り、ほぼ {\displaystyle \Lambda } の定義と類似させて、写像
{\displaystyle u\colon C\to J(C),u(p)=\left(\int _{p_{0}}^{p}\omega _{1},\dots ,\int _{p_{0}}^{p}\omega _{g}\right){\bmod {\Lambda }}.}
を定義する。これは一見、{\displaystyle p_{0}} から {\displaystyle p} への経路と独立のように見えるが、任意のそのような経路は、 {\displaystyle C} の中の閉ループを定義し、従って、{\displaystyle H_{1}(C,\mathbb {Z} )} の元、従って、その上での積分は、{\displaystyle \Lambda } の元を与える。このように、差異は {\displaystyle \Lambda } による商への道の中で消滅する。基点 {\displaystyle p_{0}} を変更により、写像を変更されるのみならず、トーラスの変換によっても変更される。

## リーマン多様体のアーベル・ヤコビ写像
{\displaystyle M} を滑らかなコンパクト多様体とし、{\displaystyle M} の基本群を {\displaystyle \pi =\pi _{1}(M)} とする。基本群のアーベル化写像を {\displaystyle f:\pi \to \pi ^{ab}} とする。アーベル化写像 {\displaystyle \pi ^{ab}} の捩れ部分群を {\displaystyle tor=tor(\pi ^{ab})} とし、{\displaystyle g:\pi ^{ab}\to \pi ^{ab}/tor} を捩れによる商とする。
{\displaystyle M} が曲面で g を曲面の種数とすると、{\displaystyle \pi ^{ab}/tor} は、{\displaystyle \mathbb {Z} ^{2g}} と同型となる。さらに一般的には、{\displaystyle b} を第一ベッチ数とすると、{\displaystyle \pi ^{ab}/tor} は {\displaystyle \mathbb {Z} ^{b}} と同型となる。さらに、{\displaystyle \phi =g\circ f:\pi \to \mathbb {Z} ^{b}} を合成した準同型とする。
定義：多様体 {\displaystyle M} の被覆 {\displaystyle {\bar {M}}} に対応する部分群 {\displaystyle \mathrm {Ker} (\phi )\subset \pi } を、普遍（もしくは、最大）自由アーベル群という。
ここで、M がリーマン計量を持っているとし、{\displaystyle E} を {\displaystyle M} の調和 1-形式の空間とし、その双対 {\displaystyle E^{*}} を標準的に {\displaystyle H_{1}(M,\mathbb {R} )} と同一視する。調和 1-形式を基点 {\displaystyle x_{0}\in M} からの経路に沿って積分すると、円への写像
{\displaystyle \mathbb {R} /\mathbb {Z} =S^{1}}
を得る。
同様に、写像 {\displaystyle M\to H_{1}(M,\mathbb {R} )/H_{1}(M,\mathbb {Z} )_{\mathbb {R} }} をコホモロジーの基底を選ぶことなしに定義するために、次のようにする。{\displaystyle x} を {\displaystyle M} の普遍被覆 {\displaystyle {\tilde {M}}} の点とする。{\displaystyle x} を {\displaystyle M} の点と {\displaystyle x_{0}} からの経路 {\displaystyle c} により表わす。経路 {\displaystyle c} に沿って積分すると、{\displaystyle E} 上の線型形式 {\displaystyle h\to \int _{c}h} を得る。このようにして、写像 {\displaystyle {\tilde {M}}\to E^{*}=H_{1}(M,\mathbb {R} )} を得ることができ、この写像は、
{\displaystyle {\overline {A}}_{M}:{\overline {M}}\to E^{*},\;\;c\mapsto \left(h\mapsto \int _{c}h\right),} ともなっている。ここに、{\displaystyle {\overline {M}}} は普遍自由アーベル被覆である。
定義 {\displaystyle M} のヤコビ多様体（ヤコビトーラス）は、
{\displaystyle J_{1}(M)=H_{1}(M,\mathbb {R} )/H_{1}(M,\mathbb {Z} )_{\mathbb {R} }}
である。
定義 アーベル・ヤコビ写像(Abel–Jacobi map)
{\displaystyle A_{M}:M\to J_{1}(M),}
は、上の写像の商をとることにより得られる。
アーベル・ヤコビ写像は、ヤコビトーラスの変換を同一視すると一意的である。写像はシストリック幾何学(Systolic geometry)への応用がある。
同じ方法の多くの中に、アーベル・ヤコビ写像のグラフ理論での類似を、有限グラフから平坦トーラス（有限アーベル群に付帯するケイリーグラフ）への P-L写像を定義することができる。これは、結晶格子のランダムウォークの漸近的な振る舞いに関係していて、結晶構造の設計に使うことができる。興味深いことに、リーマン多様体のアーベル・ヤコビ写像は、周期的多様体上の熱核の長時間の漸近展開の中に現れる。(Kotani & Sunada (2000) and Sunada (2012))
非常に良く似た方法で、有限グラフから平坦トーラス（あるいは、有限アーベル群を伴うケーレイグラフ）へのPL写像として、アーベル・ヤコビ写像のグラフ理論的な類似を定義することができる。このことは、結晶格子上のランダムウォークの漸近的な振る舞いと密接に関連していて、結晶構造のデザインに使うことができる。

## アーベル・ヤコビの定理
次の定理は、アーベル(Abel)により証明された。
{\displaystyle D=\sum _{i}n_{i}p_{i}\ }
が因子であると仮定する（C の点の形式的線型結合であることを意味する）と、
{\displaystyle u(D)=\sum _{i}n_{i}u(p_{i})\ }
と定義することができ、従って、因子上のアーベル・ヤコビ写像の値を言うことができる。この理論は、 D と E が 2つの有効な因子である、つまり、{\displaystyle n_{i}} がすべて正の整数であると、
{\displaystyle u(D)=u(E)\ }
であることと、{\displaystyle D} が {\displaystyle E} が線型同値(linearly equivalent)であることとは、同値である。このことは、アーベル・ヤコビ写像が、次数 0 の因子類群の空間からヤコビ多様体への（アーベル群の）単射写像を誘導することを意味する。ヤコビは、この写像が全射でもあることを証明し、従って 2つの群は自然に同型となることを証明した。
アーベル・ヤコビの定理は、コンパクト複素曲線（正則 1-形式の周期を modulo とする双対）のアルバネーゼ多様体は、そのヤコビ多様体（次数 0 の因子の同値類）と同型であることを意味している。高次元のコンパクト射影多様体について、アルバネーゼ多様体やピカール多様体は、双対であるが同型であるとは限らない。